# Atractotomus parvulus
Atractotomus parvulus is een wants uit de familie van de blindwantsen (Miridae). De soort werd het eerst wetenschappelijk beschreven door Odo Reuter in 1878.

## Uiterlijk
De blindwants is macropteer (langvleugelig) en kan 2 tot 3 mm lang worden. Vrouwtjes hebben een ovale vorm, de mannetjes zijn langwerpiger ovaal gevormd. De pootjes hebben grotendeels zwarte dijen en de lichtgrijs kleurige schenen hebben zwarte puntjes. Van de antennes zijn de eerste twee segmenten zwart en duidelijk verdikt, de laatste twee segmenten zijn dun en witgeel. Het lichaam van de net uitgeslopen wantsen is bruinzwart, later zwart. Verder is het lijf bedekt met witte en zwarte haartjes. De soort lijkt daarmee erg op Atractotomus marcoi, een in Nederland zeer zeldzame wants die mogelijk in veel gevallen voor Atractotomus parvulus wordt aangezien.

## Leefwijze
De soort kent een enkele generatie per jaar. De eitjes worden gelegd op dennen, zoals bergden en grove den en komen na de winter uit. Volwassen wantsen worden van juli tot augustus gevonden op dennen maar soms ook op spar en zilverspar.

## Leefgebied
In Nederland is de soort zeldzaam en komt voor op dennen in heidegebieden, tuinen en stuifzanden. Verder is het verspreidingsgebied Palearctisch, voornamelijk in Europa.